# Jackalas No 2
Jackalas No 2 – wieś w Botswanie w dystrykcie North East. Według spisu ludności z 2011 roku wieś liczyła 1222 mieszkańców.